# 석회비늘편모류

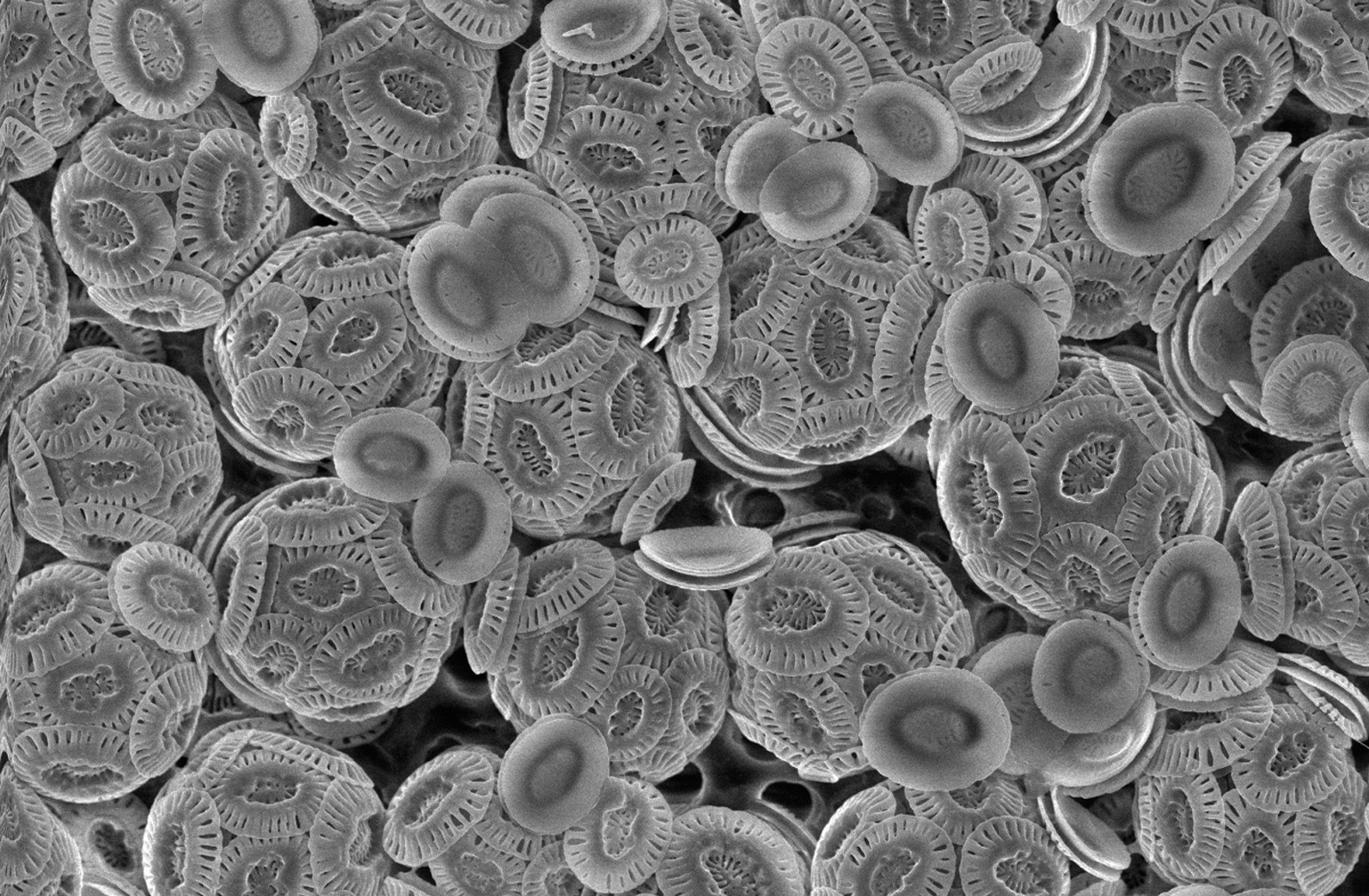
석회비늘편모류의 세포는 코콜리드라고 부르는, 석회화된 비늘로 덮여 있다.

석회비늘편모류(Coccolithophore), 인편모조류(Coccolithophores), 원석조류(Coccolithophorid)는 단세포 생물로, 독립영양생물인 식물성 플랑크톤이다. 석회비늘편모류에 속하는 종은 약 200종이 있으며, 로버트 휘태커의 5계 분류에 따르면 원생생물에, 현대 분류에 따르면 하크로비아, 착편모조류문, 후각편모조강에 속한다. 석회비늘편모류는 대부분 해양에 서식하며, 광합성을 하기 때문에 주로 유광층에 분포한다. 석회비늘편모류는 쥐라기부터 해양 플랑크톤 생태계에서 큰 비중을 차지하고 있다.
석회비늘편모류는 자신을 탄산 칼슘 (CaCO3) 껍데기인 '코콜리드'로 감싸는 특징이 있다. 석회비늘편모류는 지구 전체에서 석회를 가장 많이 생성하는 생물 중 하나로, 현재도 해양 표층에서의 탄소 고정 작용의 1~10%, 해양 탄산 칼슘 침전의 50% 가량을 차지한다. 또한 석회 껍질은 광합성을 통해 고정된 CO2의 침전 속도를 높이며, 동시에 껍질 생성 시 탄산 칼슘 침전을 통해 해양의 산성도를 감소시킨다.
석회비늘편모류는 생물학적 펌프와 대양 탄소 순환에서 중요한 역할을 맡고 있다. 석회비늘편모류는 서식 지역의 일차생산량의 40%까지를 차지하기도 하며, 기후 변화에 따라 해양 산성화가 진행되며 탄소 흡수원으로서의 역할도 늘어나고 있다. 최근에는 해양 하층부의 영양소 고갈을 막기 위해, 부영양화와 관련된 석회비늘편모류의 대증식을 제어하기 위한 방안도 적용되고 있다.
석회비늘편모류 중 가장 많은 종인 에밀리아니아 훅슬레이이(학명: Emiliania huxleyi)는 이소크리시스목 노엘라에르하브다세아과에 속하며, 온대, 아열대, 열대 해양에 서식하기 때문에 해양 먹이사슬의 플랑크톤 단계에서 큰 부분을 차지하며, 실험실에서 가장 빠르게 성장하는 종이기도 하다. 에밀리아니아 훅슬레이이는, 여름에 수온약층이 재생성된 후 영양분이 사라진 해수에서 대증식이 일어난다는 점과, 해수의 온도를 측정하는 데 사용하는 알케논을 형성한다는 점에서 학술적 가치를 주목받고 있다.
2021년 기준, 석회비늘편모류가 석회 껍질을 만드는 이유와, 껍질을 만드는 행위가 왜 생물학적으로 유리한지는 밝혀지지 않았다. 가장 유력한 가설은 포식자나 바이러스로부터 방어하는 역할이라는 것으로, 해양에서 식물성 플랑크톤이 죽는 가장 큰 이유가 바이러스 감염이라는 점과, 최근 석회 껍질이 바이러스와의 작용에 영향을 준다는 점이 밝혀졌다. 해양 식물성 플랑크톤의 가장 큰 포식자는 섬모충류나 와편모충류 등 동물성 플랑크톤으로, 석회비늘편모류에 강한 방목압을 가할 수 있다. 껍질이 포식 자체는 막아주지는 못하지만, 석회비늘편모류에 있는 유기물의 섭취를 어렵게 함으로서 방목압을 줄일 수 있을 가능성이 제기되었으며, 종속영양 원생생물은 먹이를 크기, 모양, 화학적 신호에 따라 구분할 수 있기 때문에, 껍질이 없는 종을 선호할 수도 있다.

## 구조

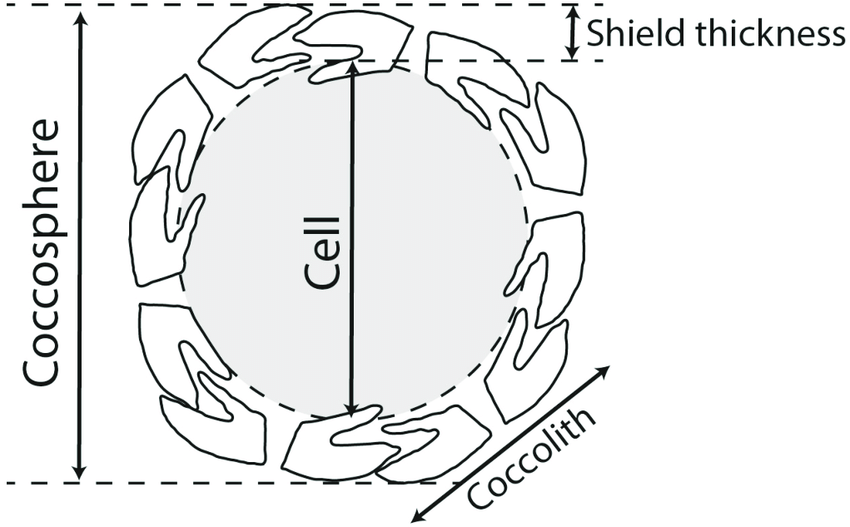
석회비늘편모류 세포가 코콜리드로 둘러싸인 모습. 코콜리드로 이루어진 전체 구조는 코코스피어라고 부른다.

석회비늘편모류는 크기 5~100 마이크로미터의 원형 세포로, 코콜리드라고 부르는, 크기 2~25 마이크로미터의 석회질 판으로 둘러싸여 있다.
코코스피어 속에는 세포소기관이 들어 있는 세포막이 있다. 갈색 안료가 있는 커다란 엽록체 2개는 세포핵, 미토콘드리아, 골지체, 소포체를 중심으로 세포의 양 끝에 위치한다. 각 세포에는 편모 구조 2개가 있어, 자체 이동, 체세포분열, 세포골격의 형성에 기여한다. 일부 종에는 부착성 편모나, 부착성 편모의 흔적기관이 있는데, 이 기관은 착편모조류에만 있으며, 외부 환경의 자극에 따라 감기거나 펴진다. 자세한 연구는 이루어지지 않았지만, 먹이의 포획과 관련된 것으로 추정하고 있다.

## 생태

### 생활사 전략

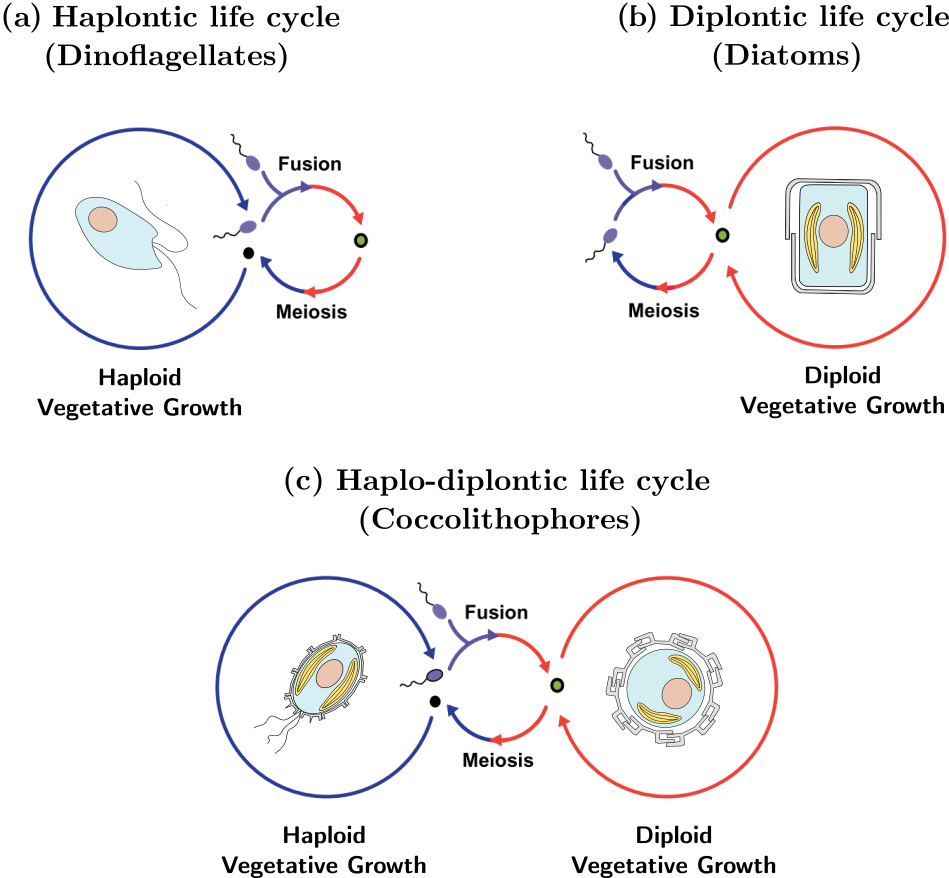
식물성 플랑크톤의 생활환. (a) 와편모충류는 단상 생활환, (b) 돌말류는 복상 생활환, (c) 석회비늘편모류는 단복상 생활환 형태로 생활한다. 석회비늘편모류의 모든 종이 단상 단계에서 석회 껍질을 만들지는 않는다.

석회비늘편모류의 복잡한 일생은 단복상 생활환이라고 부르며, 무성 단계와 유성 단계가 반복해서 나타난다는 특징이 있다. 무성 단계는 홑배수체 단계, 유성 단계는 두배수체 단계로 부른다. 홑배수체 단계에서 석회비늘편모류는 체세포분열을 통해 번식하며, 이 과정에서 생겨난 세포는 더 분열하거나 다른 홑배수체 단계의 세포와 유성생식한다. 두배수체 세포가 생겨나면 감수분열을 통해 다시 홑배수체 세포를 만들어, 전체 과정을 반복하게 된다. 석회비늘편모류의 경우 다른 생물과 달리 두 단계 모두에서 무성생식이 가능하다는 특징이 있다. 위의 과정은 무생물적 및 생물적 요소에 따라 달라질 수도 있다.
석회비늘편모류는 분열을 통해 무성생식하여, 모세포 하나에서 딸세포 2개가 생겨난다. 석회비늘편모류에 두배수체 단계가 있기 때문에 유성생식이 가능할 것이라는 주장도 있으나, 실제로 관찰된 적은 없다.
석회비늘편모류의 r/K 선택은 생활사 단계에 따라 달라진다. 석회비늘편모류가 두배수체 단계일 때는 r-선택이 일어나며, 섭취하는 영양소의 범위가 넓어진다. 홑배수체 단계일 때는 K-선택이 일어나며, 안정되고 영양소가 적은 환경에서 발생해 경쟁적으로 변화한다. 석회비늘편모류 대다수는 K-선택종으로, 영양소가 부족한 해수 표층에 서식한다. 석회비늘편모류는 다른 식물성 플랑크톤에 비해 경쟁에서 불리하며, 다른 식물성 플랑크톤이 서식하지 않는 장소에서 서식한다. 석회비늘편모류의 두 단계 간 변화는 계절에 따라 일어나는데, 이는 따듯한 계절에 영양분이 많고, 차가운 계절에 영양분이 적기 때문이다.

### 분포

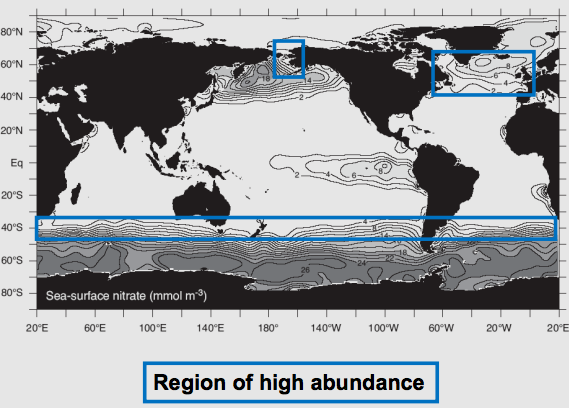
지구 전체에서 석회비늘편모류의 분포.

석회비늘편모류는 세계 각지의 해양에서 서식하며, 온도의 영향을 받아 해수층과 지리학적 위도에 따라 분포가 달라진다. 현재 서식하는 석회비늘편모류는 빈영향 환경에 주로 서식하고, 서식하는 종 수가 가장 많은 지역은 아열대 지역이다. 석회비늘편모류의 서식지를 결정하는 중요 요인은 해수 온도와 빛의 세기이며, 해류에도 어느 정도 영향을 받는다.
석회비늘편모류의 자체 이동 능력은. 종과 생활환 단계에 따라 세부적인 차이는 있지만, 대체로 스스로 움직이는 단상 단계와 움직이지 않는 복상 단계로 나뉜다. 석회비늘편모류의 분산은 두 단계 모두에서 해류의 영향을 가장 크게 받는다.
태평양에서는 석회비늘편모류 약 90종이 6장소에 나누어서 서식하는 모습이 관찰되었다. 이 중 종의 수가 가장 많은 지역은 북위 5도와 30도 사이, 북태평양 해류와 적도 반류 사이 지역으로, 반대 방향으로 움직이는 해류가 만나 다양한 종이 서식한다.
대서양에서 가장 많은 종은 에밀리아니아 훅슬레이이와 플로리스파이라 프로푼다(Florisphaera profunda)이며, 움벨로스파이라 이레굴라리스(Umbellosphaera irregularis), 움벨로스파이라 텐비스(Umbellosphaera tenuis)와, 게피로캅사속의 여러 종이 소수 서식한다. 심해에 서식하는 석회비늘편모류의 존재비는 수온약층과 양분 농도가 변화하는 층의 깊이에 따라 달라지는데, 두 층의 깊이가 깊어질수록 개체 수가 증가한다.

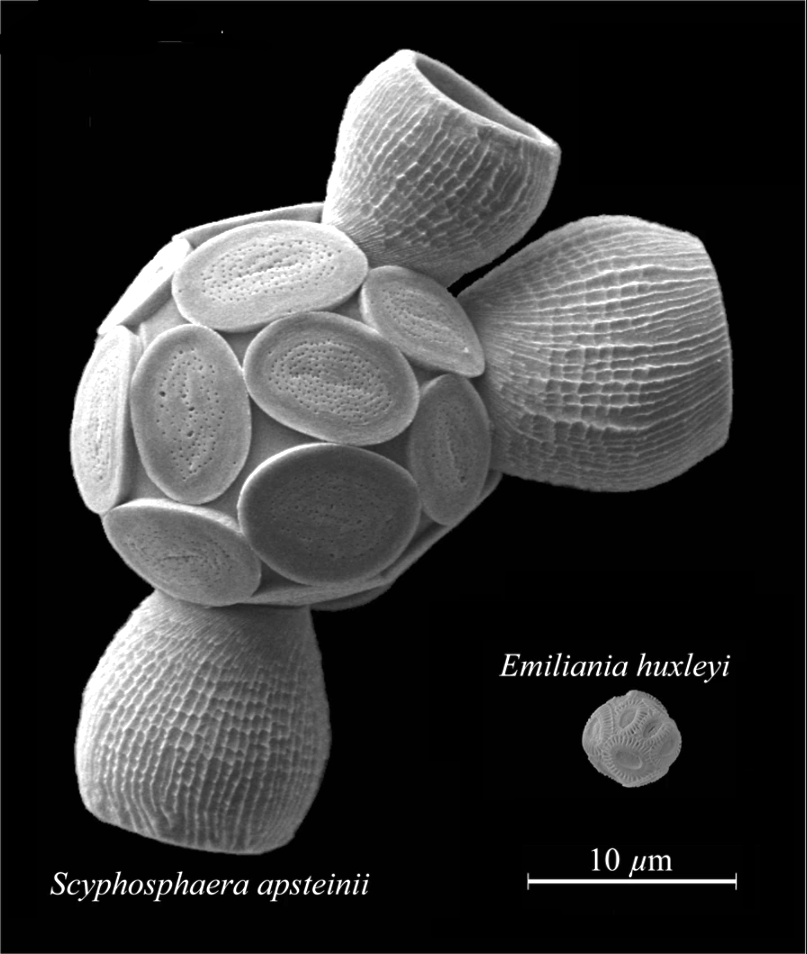
상대적으로 큰 석회비늘편모류인 스키포스파이라 압스테이니이(Scyphosphaera apsteinii)와, 작지만 흔한 에밀리아니아 훅슬레이이(Emiliania huxleyi)의 크기 비교.

석회비늘편모류의 분포는 현재까지 완전히 파악되지 않았으며, 인도양 등 일부 지역은 거의 연구가 이루어지지 않았다. 또한 용승, 전선, 저서의 환경, 해양의 지형, 고립된 수괴 등 해양의 특성에 따라 석회비늘편모류의 분포가 어떻게 변화하는지에 대한 통일된 견해도 존재하지 않는다.

#### 대방해석대
남극해에 있는 대방해석대는 여름 시기 석회비늘편모류에 의해 해양 상층부에 방해석이 밀집되는 지역으로, 해당 지역에 주로 서식하는 돌말류와의 환경적 상호작용을 연구하기 좋은 환경이 만들어진다.
대방해석대는 남반구의 봄과 여름에 일어나는 미립무기탄소의 용승 현상으로 정의되며, 엽록소a도 같이 용승하기 때문에 남극해 지역(30~60° S)의 기후 변동의 60% 이상을 차지할 정도로 큰 비중을 갖고 있다. 남위 30도와 50도 사이 지역은 북태평양 및 북대서양 다음으로 이산화탄소(CO2)를 많이 흡수하는 지역이다.

#### 분포에 따른 기후 변화에 주는 영향
최근 연구에서는 석회비늘편모류의 분포와 생산 활동이 기후 변화에 직간접적 영향을 준다고 보았다. 표층 해수의 온도가 상승하면, 온도에 큰 영향을 받는 석회비늘편모류도 영향을 받게 되는데, 이로 인해 개체수가 증가하는 경향을 보이고 있다. 석회비늘편모류의 껍질이 탄산 칼슘이라는 점에서, 이산화 탄소의 농도 증가로 인한 해양 산성화로 인한 영향도 있을 것으로 추정하고 있다.

### 먹이 그물에서의 역할

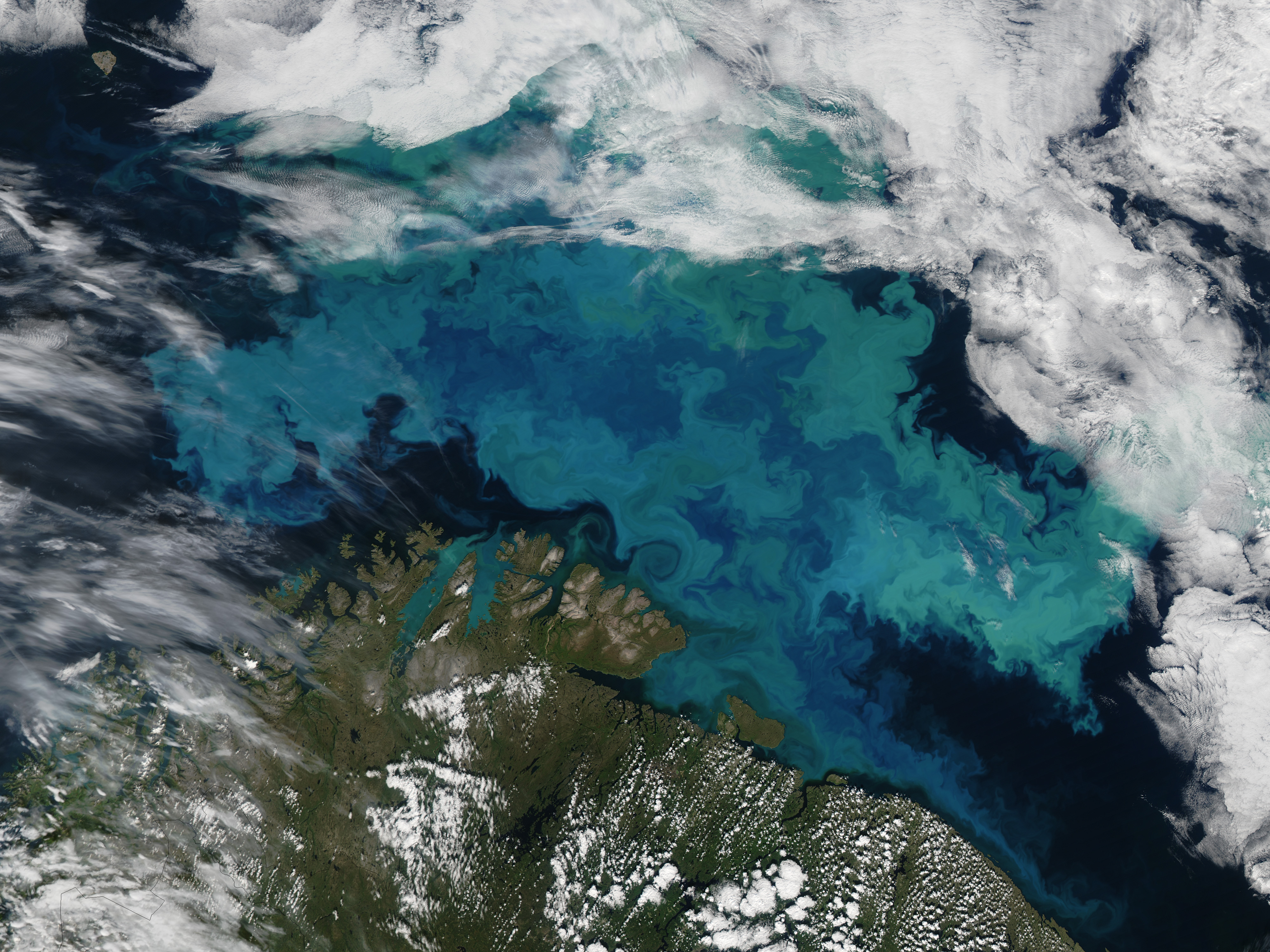
바렌츠해의 위성 사진으로, 식물성 플랑크톤 대증식의 색이 탁한 파란색이면 석회비늘편모류가 존재할 가능성이 매우 높다.

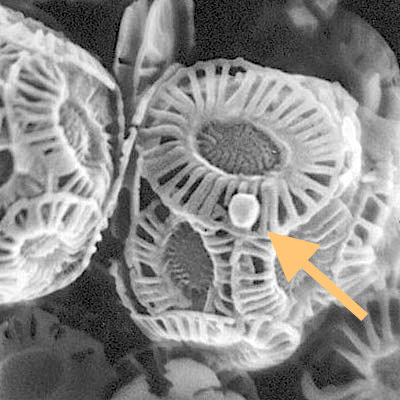
인편모조바이러스인 에밀리아니아 훅슬레이이 바이러스 86(화살표)이 석회비늘편모류 에밀리아니아 훅슬레이이를 감염시키는 모습. 이 바이러스의 유전체는 바이러스 중 가장 큰 편에 속한다.

석회비늘편모류는 큰 비중을 차지하는 일차생산자 중 하나로, 열대 및 아열대 해양에서의 일차생산량 대부분을 차지하지만, 정확히 어느 정도를 생산하는지는 아직 기록되지 않았다.

#### 영양소
특정 지역에서의 질소, 인, 규산염 농도 간의 비율과 식물성 플랑크톤의 지배 순위는 관련이 있다. 규산염 농도가 상대적으로 낮을 경우 다른 식물성 플랑크톤보다 석회비늘편모류의 지배 순위가 높지만, 반대로 규산염 농도가 높을 경우 석회비늘편모류보다 돌말류가 유세하게 된다. 따라서 부영양화가 일어나는, 질소와 인이 많고 규산염이 낮은 지역에서 석회비늘편모류의 대증식이 일어난다.

#### 해수에서의 생산성
석회비늘편모류가 만들어내는 석회는 석회비늘편모류가 흡수하는 태양빛의 양보다 산란하는 태양빛의 양이 더 많게끔 한다. 이를 통해 해수면의 반사율이 올라가 더 밝아 보이고, 과도한 빛에 의해 광합성이 저해되는 광저해 현상이 나타난다. 반사율이 올라감에 따라서는 표면의 수온이 올라가고 심층의 수온이 내려가, 대류가 일어나기 힘들어져 영양소의 수직 방향 혼합이 저해된다.

#### 포식자 피식자 관계
석회비늘편모류의 포식자는 식물성 플랑크톤의 포식자인 작은 물고기, 동물성 플랑크톤, 조개류 등이 있다. 석회비늘편모류에 특화된 바이러스는 세계적으로 여러 장소에 고립되어 있으며, 춘계 대증식과 관련이 있는 것으로 보고 있다.

##### 유독성
석회비늘편모류가 독을 띄고 있다는 환경적 증거는 발견되지 않았지만, 석회비늘편모류가 속해 있는 후각편모조강에는 독을 가진 종이 여럿 속해 있다. 프림네시움속과 크리소크로물리나속에 속한 독을 가진 종은 용혈성 물질을 생산해, 간혹 큰 물고기를 죽이기도 하며, 조개 등 일부 생물에 축척되어 먹이 사슬 상부로 올라가기도 한다. 실험실에서 연안에 서식하는 석회비늘편모류를 연구한 결과, 에밀리아니아속, 게피로캅사속, 칼키디스쿠스속, 코콜리투스속은 히메노모나스속과 마찬가지로 독성이 없는 것으로 드러났으나, 플레우로크리시스속과 요몬리투스속의 일부 종은 아르테미아에 독성을 보였다.

### 군집 작용
석회비늘편모류는 대부분 혼자 떠다니는 형태로 관찰된다.

#### 경쟁
식물성 플랑크톤은 태양빛과 양분이 있어야 생존할 수 있기 때문에, 영양분이 많은, 용승이 일어나는 지역의 상부에 서식한다. 이와 달리 석회비늘편모류 대다수는 에너지를 만들기 위해 태양빛만 필요로 하여, 다른 식물성 플랑크톤이 살아남을 수 없는 환경에서도 살아갈 수 있다. 빠른 성장에 대한 트레이드오프는 다른 식물성 플랑크톤에 비해 세포의 크기와 부피가 작다는 것이다.

### 바이러스 감염 및 공진화
거대한 DNA 바이러스가 용균적으로 석회비늘편모류, 특히 에밀리아니아 훅슬레이이를 감염시키는 현상이 관찰되었다. 이러한 바이러스를 에밀리아니아 훅슬레이이 바이러스(EhVs)라고 부르며, 두배수체 단계에 있는 석회비늘편모류만을 감염시킨다. 홑배수체 단계에서는 바이러스의 영향을 받지 않는다는 점에서, 석회비늘편모류와 바이러스 사이의 관계는 일반적인 붉은 여왕 진화 단계를 따르지 않을 것이라는 주장이 제기되었다. 최근에는 스핑고지질 합성과 세포예정사 유도를 통해, 인편모조바이러스와 두배수체 생물 사이에 붉은 여왕식 공진화가 일어난다고 보는 관점도 있다.

## 진화 및 다양성
석회비늘편모류는 착편모조류 계통군에 속하며, 육질태양충류와 함께 합티스타에 속한다. 가장 오래 된 석회비늘편모류 화석은 트라이아스기 말기 노리아절-래티아절 사이 경계에 출현하며, 중생대 동안 다양성이 증가하여 백악기 후세에 최대에 도달하였다. 이후 백악기-팔레오기 대량절멸 시기 90% 이상의 종이 사라졌으며, 팔레오세-에오세 최대 온난기에 다시 최댓값에 도달하였다가 올리고세 이후로 지구 온도가 감소하며 점진적으로 감소하였다. 이 시기 큰 석회 껍질을 만드는 종이 가장 큰 영향을 받았다.

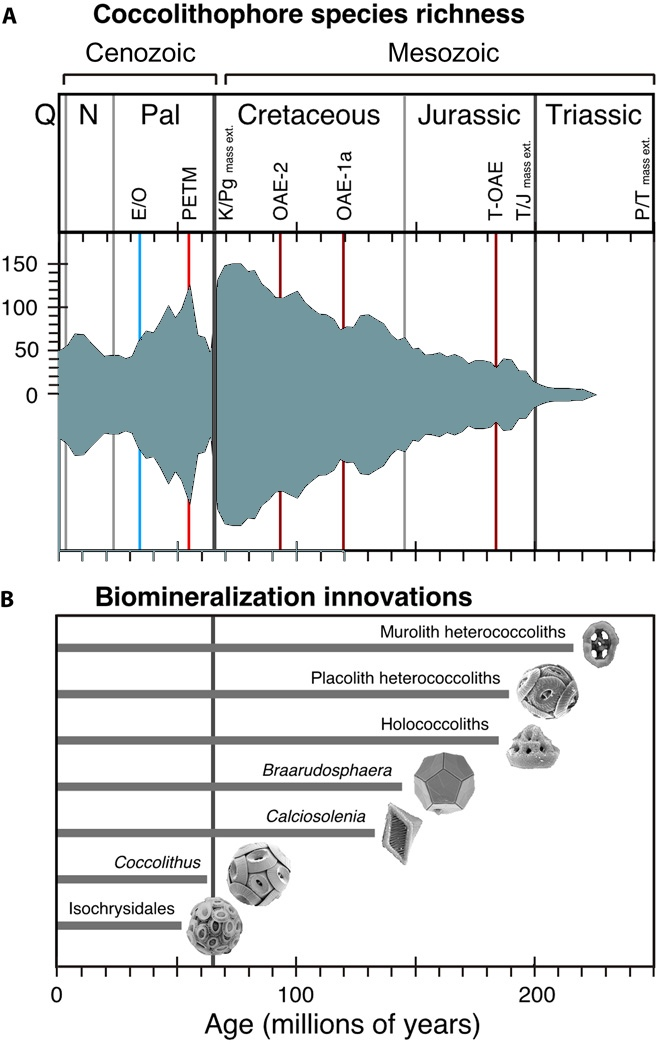
석회비늘편모류의 진화사. (A) 석회비늘편모류에 속한 종 수를 시간에 따라 나타낸 표. (B) 주요 석회비늘편모류 종의 생광물화 반응을 보여주는 화석 기록.

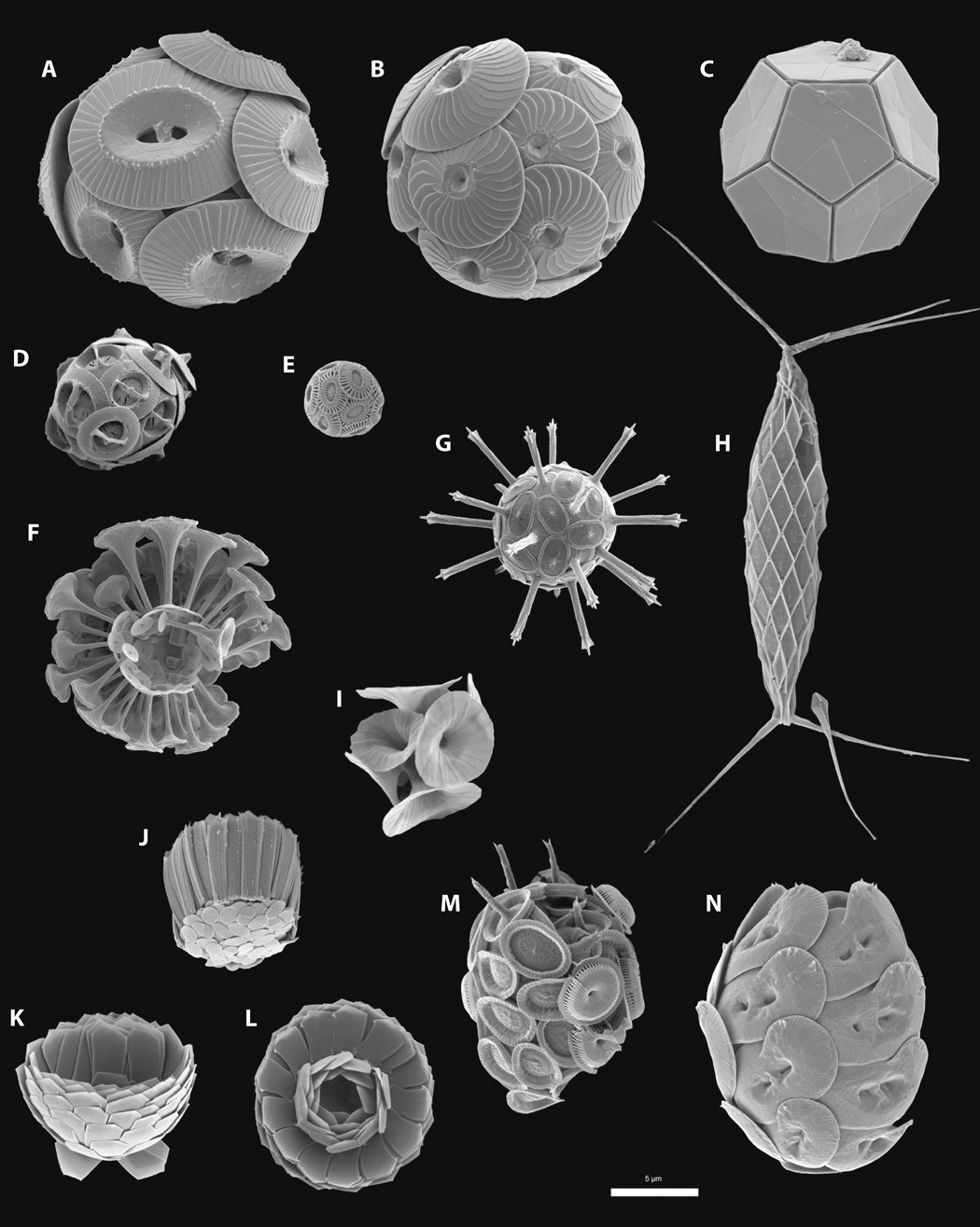
석회비늘편모류의 다양한 종. 석회비늘편모류 연구에서 기준이 되는 에밀리아니아 훅슬레이이(Emiliania huxleyi) (E)와 다양한 석회비늘편모류를 같이 표시하고 있다. 표시된 모든 사진은 해수 상층에서 채집한 세포를 주사전자현미경을 이용해 촬영한 것이다. 화면 하단의 하얀색 막대의 길이는 5 μm이다.
(A) 코콜리투스 펠라기쿠스(Coccolithus pelagicus)
(B) 칼키디스쿠스 렙토포루스(Calcidiscus leptoporus)
(C) 브라아루도스파이라 비겔로비이(Braarudosphaera bigelowii)
(D) 게피로캅사 오케아니카(Gephyrocapsa oceanica)
(E) 에밀리아니아 훅슬레이이(Emiliania huxleyi)
(F) 디스코스파이라 투비페르(Discosphaera tubifer)
(G) 르하브도스파이라 클라비게라(Rhabdosphaera clavigera)
(H) 칼키오솔레니아 무라이이(Calciosolenia murrayi)
(I) 움벨로스파이라 이레굴라리스(Umbellosphaera irregularis)
(J) 글라디올리투스 플라벨라투스(Gladiolithus flabellatus)
(K, L) 플로리스파이라 프로푼다(Florisphaera profunda)
(M) 시라코스파이라 풀크라(Syracosphaera pulchra)
(N) 헬리코스파이라 카르테리(Helicosphaera carteri)

## 석회비늘편모류 껍질
석회비늘편모류는 자신을 코콜리드라고 부르는 석회 껍질로 감싸며, 코코스피어(Coccosphere)라고 부르는 외골격을 이룬다. 코콜리드는 석회비늘편모류 내부에서 합성되며, 일부 종은 세포가 성장할 때만 코콜리드를 생성하기도 하고, 다른 일부 종은 계속 코콜리드를 생성한다.

### 구성 성분
코콜리드의 주요 구성 성분은 탄산 칼슘(백악)으로, 투명하기 때문에 주요 에너지원인 광합성에 방해를 주지 않는다.

### 형성
코콜리드는 코콜리도제네시스(Coccolithogenesis→코콜리드 생성)라고 부르는 생광물화 반응을 통해 만들어진다. 일반적으로 코콜리드의 석회화는 빛이 있을 때 일어나며, 세포가 성장할 때 더 많이 만들어진다. 완전히 밝혀지지는 않았지만, 생광물화 반응은 칼슘 신호와 관련이 있는 것으로 보고 있다. 석회 생성은 골지체에서 일어나며, 단백질이 탄산 칼슘 결정의 핵을 이루고, 산성 다당류가 결정의 모양과 성장 속도를 조절한다. 비늘 모양이 형성되면 골지체에서 소포를 통해 코코스피어의 안쪽 표면까지 옮겨지며, 이에 따라 코코스피어는 바깥쪽으로 갈수록 오래된 코콜리드가 존재한다. 생활환 단계에 따라 생겨나는 코콜리드의 종류는 2가지가 있다. 동코콜리스(Holococcolith)는 홑배수체 단계에 생기며, 방사대칭이 없고, 수백에서 수천 개의 사방정계 석회 결정으로 이루어져 있다. 동코콜리스는 일부분 세포 바깥에서 생성되는 것으로 추정하고 있다. 이코콜리스(Heterococcolith)는 두배수체 단계에 생기며, 방사대칭이 있고, 100개 이하의 결정으로 이루어져 있다. 흔하지는 않지만 생활환 단계가 바뀌는 도중인 플랑크톤에서 동코콜리스와 이코콜리스가 모두 포함된 코코스피어가 관찰되기도 하였다. 일부 종의 코코스피어는 해당 종 특유의 코콜리드로 이루어져 있기도 하다.

### 기능
코코스피어의 정확한 기능은 밝혀지지 않았으며, 여러 가설이 제기되어 있다. 먼저 코콜리드를 통해 포식자로부터 자신을 지킬 수 있으며, pH 농도를 유지하는 데 도움을 줄 수도 있다. 광합성 과정 중 물에서 이산화 탄소가 사라지면 주변 물이 염기성으로 바뀌는데, 석회가 생길 때도 이산화 탄소가 제거되나 이 과정에서는 주변 물이 산성으로 바뀌기 때문에 서로를 상쇄하여 pH 농도의 변화가 감소한다. 또한, 코콜리드 생성 과정 중 중탄산염 수용액에서 탄산 칼슘을 추출하면 세포 안에 이산화 탄소가 자연적으로 발생하기 때문에, 이를 광합성에 바로 사용할 수 있어, 에너지 생산에 기여할 수도 있다. 주변 해양 환경에서 세포 내 화학 반응을 분리하기 위한 세포벽과 비슷한 역할이라는 설도 있는데, 구체적으로는 삼투압의 변화, 화학적 및 물리적 충격, 단파장 전자기파로부터 보호해 줄 수 있다. 서로 대치되는, 코콜리드를 여러 겹 겹침으로서 세포를 영양분이 풍부한 해수 하층으로 가라앉게 해 준다는 이론과, 부력을 추가해 위험한 심해로 가라앉지 않게 해 주는 역할이라는 이론도 제기되어 있다. 코콜리드의 부속지 또한 동물성 플랑크톤을 방목하는 장소 등 여러 기능이 있다고 추측하고 있다.

### 용도
코콜리드는 백악의 주요 구성 성분으로, 도버 백악절벽 등 세계 각지에서 관찰할 수 있으며, 현재 해저 바닥의 35%를 덮고 있는 진흙의 주요 구성 성분은 퇴적된 코콜리드이다. 지역을 가리지 않고 분포한다는 특성으로 인해, 진흙 속에 퇴적된 코콜리드는 중요한 미화석이다.

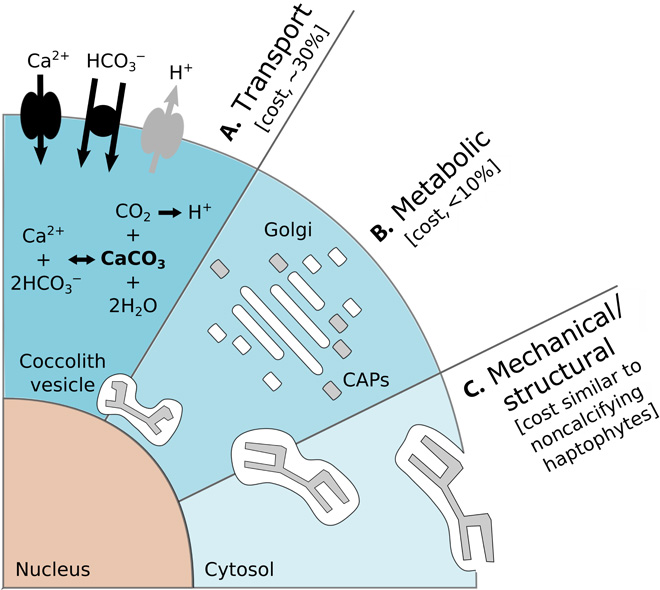
석회비늘편모류 껍질의 에너지 비용. 에너지 비용은 총 광합성량의 백분율로 표기되어 있다.
(A) 주변 해수에서 Ca_{2+}와 HCO_{3}^{−}(검은색 화살표)를 들여오고, 반응 후 잔여물인 H^{+}(회색 화살표)를 세포 바깥으로 내보낸다. Ca_{2+} 이온을 세포질 바깥으로 내보내기 위해 사용하는 에너지가 석회화에서 사용하는 총 에너지의 대부분을 사용한다.
(B) 골지체(하얀색 사각형)에서의 CAB(회색 사각형) 합성을 일으키는 물질대사 과정으로, CaCO_{3} 결정의 성장을 조절한다. 완성된 코콜리드(회색 판)는 CAP와 CaCO_{3} 결정이 복잡하게 얽힌 모습이다.
(C) 완성된 코콜리드를 핵 근처에서 외곽으로 옮겨, 세포 표면까지 옮기는 기계적 및 구조적 과정. 이 세포외 배출 과정에 필요한 에너지는 석회 껍질을 만들지 않는 다른 착편모조류에서 사용하는 양과 비슷하다.

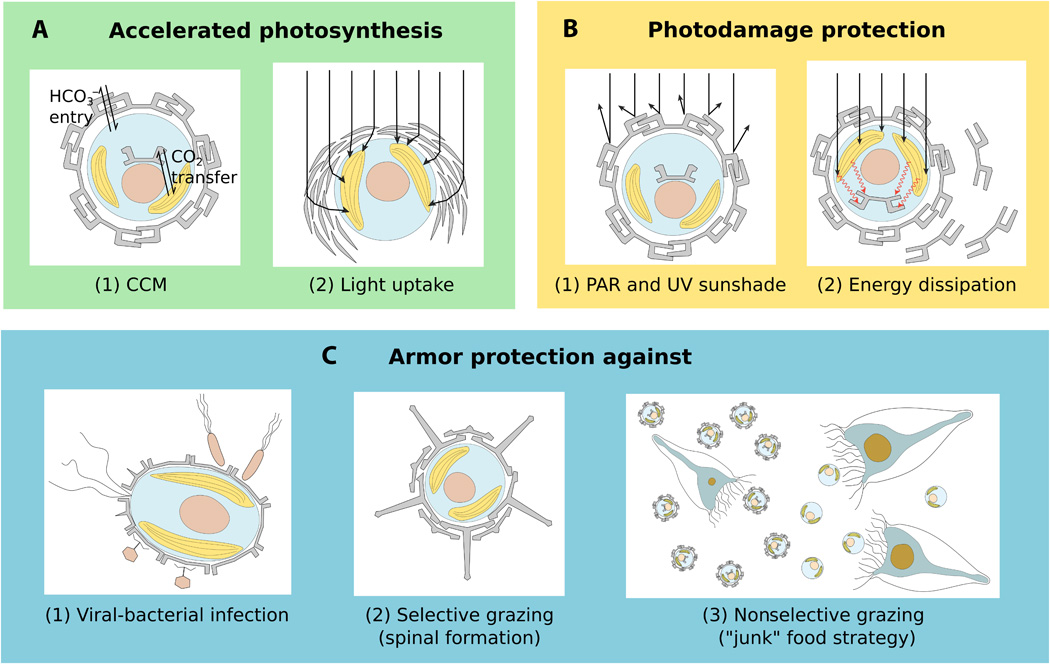
석회비늘편모류 껍질의 이점. (A) (1) CCM 과정을 포함한 광합성 가속, (2) 심해에 사는 종일 경우 산란을 이용해 더 많은 빛 확보, (B) (1) 자외선(UV) 및 광합성유효방사(PAR)로부터의 보호, (2) 고광도 환경에서의 에너지 소실, (C) (1) 바이러스/박테리아 감염으로부터의 보호, (2) 선택적 및 (3) 비선택적 방목 전략.

석회화가 해양 산성화에 어느 정도 적응할 수 있을지는 현재 알 수 없다. 세포를 물리적으로 측정한 결과, 해양이 산성화될수록 HCO3−의 부산물로 발생하는 H+를 방출할 때 농도 차이가 줄어들어, 자연적인 방출량이 줄어든다는 사실을 알아냈으며, 세포가 이 환경에 적응하기 위해서는 양성자 펌프를 더 자주 가동하고, 막 전위를 조정하며, 내부 pH 수치를 낮추어야 한다. 세포 내부의 pH가 낮아지면 세포 전역의 화학 반응에 영향을 끼치게 되며, H+ 이온을 방출하기 위해 광합성 등 다른 반응이 필요할 수도 있다. 이로 인해 석회화와 관련된 H+ 방출 조정에는 근본적인 불가능 요소가 존재할 수 있으며, 만약 원천적으로 불가능하다고 한다면 이론적으로 변화에는 1년 미만이 필요한 데 반해 수천 년 간의 CO2 변동 시에 '석회화 위기'가 발생한 이유를 설명할 수 있다. 석회화가 어느 정도까지 진화를 통해 적응할 수 있는지 알기 위해서 이러한 제한 조건의 연구가 필요하다.
돌말류나 와편모충류 등 석회질 또는 셀룰로스질 껍질을 가진 종은 석회화와 관련된 H+ 방출을 유지할 필요가 없어, 구조를 유지하는 비용을 줄이기 위해 적응할 필요가 없다. 반대로, 석회화하는 종을 제외한 와편모충류는 CO2를 고정시키는 루비스코 효소가 부족해, 바다에 CO2가 증가하는 기후 변화가 일어날 경우 오히려 이익을 볼 수 있다. 모든 껍질 형태의 구조가 포식자로부터 식물성 플랑크톤을 지킨다는 가정 하에, 장기적으로는 석회질이 아닌 껍질이 보호 용도로 적합할 것이라고 예상할 수 있다.

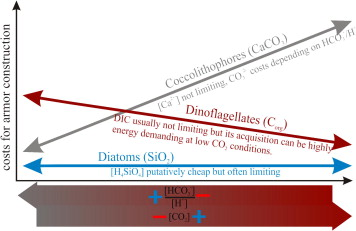
돌말류, 와편모충류, 석회비늘편모류의 껍질 생성 에너지량 비교. 규조각(돌말류의 껍질)은 규소가 있기만 하면 모든 집단에 비해 유리하기 때문에, 항상 우위를 점한다. 코코스피어는 [CO_{2}]가 충분하고, [HCO_{3}^{−}]가 풍부하며, [H^{+}]가 낮은 환경에서 유리한데, 이는 양성자가 다시 해수로 배출되기 유리하기 때문이다. 반면 와편모충류의 유기물 판(셀룰로스)은 반대로 H^{+}의 농도가 높아야 하는데, 이는 보통 [CO_{2}]가 높은 조건과 동시에 발생하기 때문이다. 이러한 조건 하에서 와편모충류는 껍질을 생산하는 유기물 공정을 하향 조절할 수 있어, [CO_{2}] 농도가 높을 경우 석회비늘편모류 판과 효율이 비슷해질 수 있다. 하지만 이론적으로 경쟁력이 높아진다고 해서 와편모충류의 개체 수가 많아지지는 않는데, 이는 개체 수를 결정하는 조건은 이 외에도 여럿이 있기 때문이다.

### 포식자 방어
현재 코코스피어가 포식자로부터 지켜주는 역할을 하는지에 대해서는 긍정하는 증거도, 부정하는 증거도 없다. 일부 연구자는 에밀리아니아 훅슬레이이의 대증식 시기 동물성 플랑크톤의 전체 포식률이 감소했음을, 또 다른 일부 연구자는 자연적으로 석회비늘편모류가 서식하는 지역에서 동물성 플랑크톤의 포식률 자체가 높음을 밝혀냈다. 2020년 현장 조사를 통해서 에밀리아니아 훅슬레이이의 피식 비율이 석회 껍질을 만들지 않는 다른 식물성 플랑크톤에 비해 큰 차이가 없다는 사실을 알아냈다. 실험실에서의 실험 결과 종속 영양 와편모충류인 옥시르히스 마리나(Oxyrrhis marina)는 크기 차이에 의한 포식 경향으로 인해 에밀리아니아 훅슬레이이를 포식할 때 석회 껍질이 있는 개체를 선호하였다. 2015년에는 옥시르히스 마리나에게 유전자형과 껍질 유무가 다른 여러 에밀리아니아 훅슬레이이를 포식시킨 연구 결과, 포식 경향은 껍질 유무가 아닌 유전자형과 관련이 있다는 결과를 내놓았다. 또한 같은 연구에서 칼슘 껍질이 없는 종을 포식한 개체가 더 빠르게 성장한다는 사실 또한 밝혔다. 2018년에는 와편모충류 암피디니움 롱굼(Amphidinium longum)의 포식 경향을 같은 방법으로 조사해, 껍질이 포식을 막아주는 경향을 찾을 수 없었을 뿐만 아니라, 마찬가지로 포식률이 유전자형과 관련됨을 알아냈다. 결과적으로, 석회 껍질이 동물성 플랑크톤의 포식으로부터 보호해 주는 원리는 아직 밝혀지지 않았다.

## 기후 변화에서의 중요성

### 탄소 순환에 주는 영향
생물학적 탄산 칼슘 (CaCO3) 생성 과정인 석회화는 해양 탄소 순환의 주요 구성 요소로, 석회비늘편모류는 원양에서 탄산 칼슘을 생산하는 중요한 플랑크톤 집단이다. 석회비늘편모류는 탄소 순환에 단기적 및 장기적 영향을 준다. 코콜리드를 만들기 위해서는 칼슘과 용존무기탄소가 필요하며, 칼슘과 탄산수소염은 다음 화학 반응을 통해 탄산 칼슘과 이산화 탄소로 바뀐다.
Ca2+ + 2HCO3−  CaCO3 + CO2 + H2O.
석회비늘편모류는 광합성을 하기 때문에, 여기서 생성된 이산화 탄소 중 일부는 광합성에 바로 다시 사용된다.
탄산 칼슘이 생성될 때 해수의 산성도는 내려가며, 산성도가 낮아지면 이산화 탄소가 다시 대기로 방출된다. 이로 인해 학계에서는 석회비늘편모류의 대증식이 단기적으로 지구 온난화에 기여하나, 화학 반응에서 탄소 하나가 탄산 칼슘 형태로 갇혀 퇴적되기 때문에, 장기적으로는 온실 기체를 줄인다고 보고 있다.

### 해양 산성화에 따른 진화적 반응
대기 중 이산화 탄소가 증가함에 따른 해양 산성화는 석회비늘편모류의 석회 껍질 생성에도 영향을 주는데, 단기적으로는 개체 수 증가나 코콜리드 생성 수 증가, 장기적으로는 석회비늘편모류의 진화적 적응이 일어난다. 예를 들어, 석회비늘편모류는 산성혈증을 막기 위해 H+ 이온 통로를 이용하여 H+ 이온을 세포 바깥으로 배출하는데, 이온 통로가 멈출 경우 산성혈증을 막기 위해 석회 껍질 생성을 멈춘다. 이 전체 과정은 피드백을 이룬다. 해양 산성도가 증가하면 이온 통로가 손상되기 때문에, 해양 산성화가 일어나면 석회비늘편모류 등 석회 껍질을 생성하는 생물이 자연선택의 압력을 받게 된다.
2008년 새로 만들어진 해양 퇴적물을 연구한 결과, 석회비늘편모류의 껍질 생성이 증가한다는 사실을 밝혀내었으며, 따라서 해양의 이산화 탄소 농도가 증가함에 따라 석회 생성이 증가한다는 첫 실험적 근거가 만들어졌다. 통상 해양의 CO2 농도 증가 및 CO32− 농도 감소가 일어나면 코콜리드의 무게는 감소하는데, 이로 인해 석회비늘편모류의 생존 능력이 낮아진다고 보고 있다. 에밀리아니아 훅슬레이이 등 흔한 종은 이러한 영향을 받지만, 칼치디스쿠스 렙토포루스(Calcidiscus leptoporus) 등 일부 종은 이러한 영향을 받지 않는다. 또한, 예측과 달리 CaCO3의 농도가 낮은 환경에서도 석회를 많이 생성하는 석회비늘편모류가 발견되기도 하였다. 해양 산성화와 석회비늘편모류 사이의 관계성은 미래 해양의 화학 성분을 예측하기 위해 중요하다.

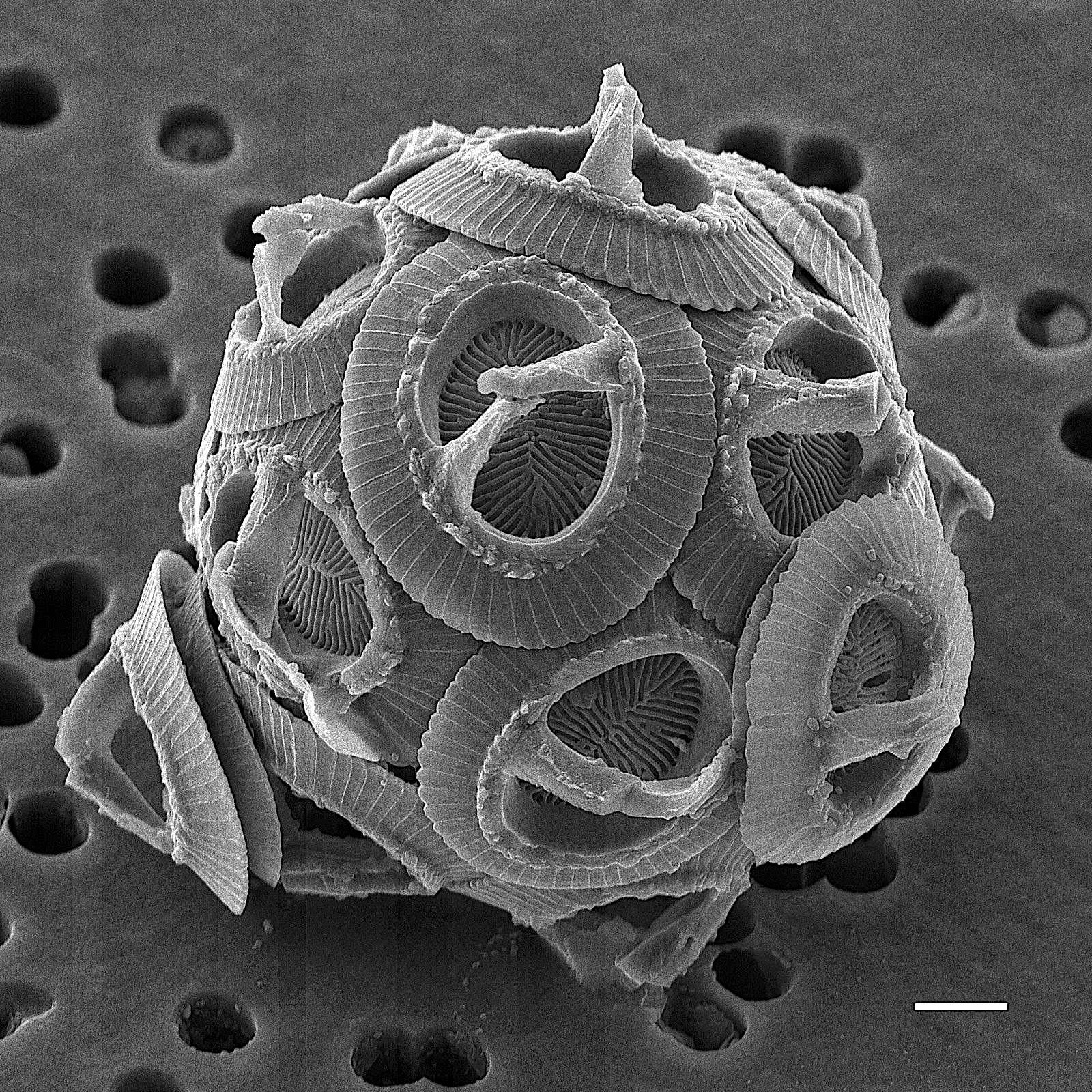
게피로캅사 오케아니카(Gephyrocapsa oceanica)(오른쪽 아래 막대 길이 1 μm).
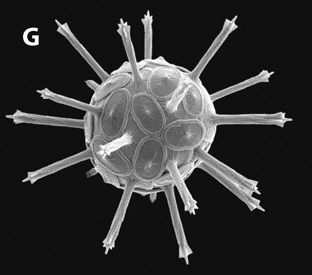
르하브도스파이라 클라비게라(Rhabdosphaera clavigera).
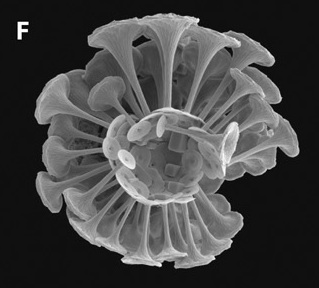
디스코스파이라 투비페르(Discosphaera tubifer).

### 미화석 기록에 주는 영향
석회비늘편모류 화석은 석회질 미화석의 다수를 차지하여, 생물학적 탄산 칼슘의 최대 생산자이며, 지구의 탄소 순환에 크게 기여한다. 도버 백악절벽에 있는 석회석 또한 석회비늘편모류가 대다수를 차지한다.
특히 학술적 관심을 끄는 화석은 5500만 년 전 팔레오세-에오세 최대 온난기 당시의 화석으로, 이 시기는 해양의 CO2 수치와 직접적인 관련이 있을 것으로 보고 있다. 또한, 석회비늘편모류 화석은 지상 화석에 영향을 주는 암석 편향 현상이 심해 화석에도 비슷하게 나타난다는 사실을 증명하는 데 사용되었다.

### 해양에 주는 영향
석회비늘편모류는 따듯한 바다에서 디메틸설파이드를 공기 중으로 방출하는데, 이 입자가 구름의 핵으로 작용하여 태양광을 가리는 데 도움을 주어, 바다의 온도를 낮추는 데 기여한다. 바다의 온도가 낮아지면 석회비늘편모류의 수가 감소하기 때문에 생성되는 구름의 수도 줄어들게 되며, 온도가 다시 상승한다. 이를 통해 자연계가 균형 상태로 유지된다.

## 같이 보기
- 에밀리아니아 훅슬레이이
- 디메틸설파이드